# Орден за мистецтво і науку (Ліппе)
Орден за мистецтво і науку (нім. Orden für Kunst und Wissenschaft), також відомий як Почесний знак Ліппської троянди за мистецтво і науку (нім. Lippische Rose Ehrenzeichen für Kunst und Wissenschaft) — нагорода, заснована 9 червня 1898 року графом-регентом Ернстом цур Ліппе Білефельд від імені князя Александра цур Ліппе.

## Опис
Срібна Ліппська троянда з п'ятьма пелюстками, між кожним — золотий чашолистик. В центрі квітки — золотий медальйон із алегоричним зображенням мистецтва і науки, оточений синім емалевим кільцем із написом «ЗА МИСТЕЦТВО І НАУКУ». На реверсі ордена — буква Е і дата заснування нагороди.
Орден існував у трьох класах, від нижчого до вищого: на кільці, з дубовим листям і з короною. Дубове листя або корону кріпили між орденом і кільцем для стрічки.
Орден носили на лівому боці грудей на білій стрічці з двома вишнево-червоними смугами. З 23 лютого 1910 року орден із короною носили на шийній стрічці.
Після падіння монархії 11 лютого 1918 року орден був скасований. Всього було здійснено 130 орденів на кільці. 